# Domaine de la Grange des Prés
Le domaine de la Grange des Prés est un monument historique de Pézenas dans l'Hérault, en France. Il a été inventorié en 2003 et inscrit au titre des monuments historiques dans sa totalité en 2015. Le parc a été classé en 1942 au titre des sites naturels.

## Historique

### La maison des champs des gouverneurs du Languedoc
Henri Ier de Montmorency, amiral, connétable de France et gouverneur du Languedoc, vient à Pézenas en 1563. Il fait l'acquisition en 1587 de terres, dites des Prés, au nord de Pézenas, avec une chapelle et une métairie appartenant depuis 1262 au chapitre cathédral de Lodève. Il y fait construire immédiatement une résidence et aménager le jardin. La construction est confiée à Jean Thomas, architecte lorrain devenu ensuite piscénois. Après huit ans, les travaux du château et du jardin sont achevés en 1595. 
L'édifice primitif, désigné depuis sous le nom de « château vieux », présente quatre corps de bâtiment développés autour d'une cour. L'ancienne chapelle romane a été englobée dans la nouvelle bâtisse après avoir été surélevée d'un étage par la construction d'une salle haute. Le rez-de-chaussée abrite les communs, la salle basse et la cuisine. Le four est installé dans une tour. 
Dès 1601, le maître maçon Claude Bastide, chargé des premiers travaux d'agrandissement, élève deux galeries à arcades et entoure le domaine d'un mur d'enceinte couronné de merlons. De 1604 à 1607, divers bâtiments d'habitation ou à usage agricole sont construits. Le grand escalier est mis en place en 1610 pour desservir la salle haute et une terrasse.
Le jardin à l'italienne présente des terrasses avec vue sur la plaine de l'Hérault, des bosquets regroupant les arbres par essences (pins, cyprès, ormeaux), des sculptures végétales et des fontaines en abondance dont un mécanisme dit rossignol animé, chantant sous la pression de l'eau. L'une des allées délimitées par des palissades végétales est bordée de 79 orangers. Le jardin possède également un jeu de mail, une orangerie, un potager, trois parterres dont un semé de fleurs et un verger regroupant 113 arbres fruitiers. Un vivier qui existe toujours alimenté par les crues de l'Hérault au moyen d'un canal, avaient été creusé dès 1601.
En 1614, Henri II de Montmorency hérite le domaine de son père. En décembre 1614, les États de Languedoc ont lieu dans la Grange. En juillet 1622, le roi Louis XIII s'arrête à la Grange en se rendant à Montpellier. En juillet 1629, le cardinal de Richelieu arrive à la Grange avec une suite importante. En 1632, le gouverneur se rebelle contre le Roi, influencé par le duc d'Orléans. Il quitte le domaine en juillet et est décapité à Toulouse en décembre.
Sa sœur Charlotte hérite alors du domaine en indemnisant les autres sœurs avec l'aide de son mari Henri II de Bourbon-Condé.

### La demeure princière
Le prince de Condé poursuit les travaux et augmente l'ensemble des deux tiers. À la mort de son mari en 1646, Charlotte a l'usufruit du domaine. Armand de Bourbon, prince de Conti, hérite de sa mère en 1650.
Le domaine est abandonné depuis presque vingt ans, lorsque le 10 août 1653, le prince de Conti installe à Pézenas sa dernière maîtresse Mme de Calvimont, épouse d'un conseiller au Parlement de Bordeaux. Le prince de vingt-quatre ans rejoint lui-même Pézenas et le domaine en septembre 1653 accompagné de son intendant l'abbé de Cosnac, de son secrétaire le poète Sarazin, de son ami Guilleragues et d'une suite d'au moins deux cents personnes; le prince et sa cour s’installent au château de la Grange-des-Prés et ouvrent les États de Languedoc à Montpellier.
Sur proposition de sa maîtresse l'ayant rejoint au château, le prince de Conti accueille la troupe de Molière en septembre 1653 et lui accorde alors son patronage. Il reçoit à nouveau Molière en 1655.
Sa femme Anne-Marie Martinozzi, nièce de Mazarin épousée en 1654 à Paris, ne le revoit que le 30 novembre 1656, lorsqu'elle le rejoint dans son château. Il refuse de revoir Molière lors de son nouveau passage à Pézenas en 1657 sur insistance de sa femme et de Nicolas Pavillon, l'évêque janséniste d'Alet. 
Il meurt au château en 1666.

### Les transformations
Les héritiers de la maison Conti vont vendre progressivement diverses parties du domaine jusqu'à la fin du XVIIIe siècle.
Une manufacture de draps est installée en 1697. Ceci marque le déclin de la demeure princière. 
En 1738, la création par la Province d'une caserne dont il subsiste le monumental portail d'entrée est une ultime étape dans la disparition du château vieux, appelé par les contemporains Versailles du Languedoc. 
En 1741, le château vieux est acheté par les oratoriens et un hôpital militaire succède aux casernes en 1795.
Vendu comme bien national, le domaine est racheté en 1812 par Maurice Dessalles, propriétaire à Montagnac. Le château vieux disparaît entièrement et les parties de l'édifice correspondant aux agrandissements du XVIIe siècle sont transformées en dépendances agricoles. Eugène Dessales transforme la grange en domaine viticole qui produira jusqu'à 14 000 hectolitres de vin. Un nouveau château pinardier est construit vers 1850, en style néo-Louis XIII, et le jardin est reconstitué dans le goût de la seconde moitié du XIXe siècle par les frères Bühler. Une chapelle privée est ajoutée en bout des dépendances près de l'emplacement du château vieux. La chapelle Notre-Dame-des-Neiges est de style néo-gothique. Le cardinal de Cabrières vient plusieurs fois y tenir office.
En 1893, la Comédie-Française vient jouer pour la première fois. En 1897, un buste de Molière d'après Houdon est installé au bout du bassin par Mathilde Bellaud-Dessalles au cours de festivités commémoratives en souvenir de son séjour à La Grange des Prés 1653 - 1656 où sont reçus la Comédie-Française, Camille Saint-Saëns ou le poète occitan Achille Maffre de Baugé qui fit un discours sur Molière et le régionalisme.
Descendant de la famille Dessalles, l'ornithologue François Hüe occupe le domaine et ouvre ses portes aux musiciens, artistes ou chercheurs. Une fête célébrant le tricentenaire du départ de Molière a lieu en juin 1957 avec un discours sur Molière et la Grange des Prés de Wladimir d'Ormesson représentant l'Académie française et une représentation de la pièce le Bourgeois gentilhomme devant le château par Louis Seigner et la Comédie-Française. François Hue reçoit Olivier Messiaen en 1960 et 1961 dans le parc pour enregistrer des chants d'oiseaux.

## Description

### Le domaine
Le domaine d'environ 10 ha est entouré par un mur d'enceinte de pierres volcaniques (qui a perdu ses merlons à la Révolution). Depuis la route du centre de Pézenas, une grille de fer forgé donne accès au jardin et au château par le sud-ouest. 
En entrant par cette grille, à gauche deux tours rondes du domaine du XVIIe siècle ont conservé les merlons. Entre, le grand portail de la caserne du XIXe siècle donne accès au commun.
Au nord-ouest, les communs de la fin du XVIe siècle, sur deux étages crépis et toit en tuile de terre, sont autour d'une cour carré d'environ 40 mètres sur 40.

### Le château
Le château du début de la seconde moitié du XIXe siècle est de style néo-Louis XIII. Séparé des communs, il mesure environ 25 mètres sur 12 . 
La façade principale est orientée vers le sud-est, faisant face au bassin du jardin en contrebas qui fait office de miroir. Elle est flanquée de tours octogonales en pierre, quelques marches permettent d'accéder à la terrasse devant la porte située au centre. 
Les murs sont sur 2 niveaux en briques rouges, percés régulièrement sur chaque étage de 5 ouvertures sur l'avant et l'arrière et de 3 sur les côtés. Les ouvertures sont entourées de pierres jaunes de Nézignan.  
Les toits sont en ardoise et sont percés de mansardes au dessus des fenêtres de la façade et de l'arrière.

### Les jardins
Les jardins, recréés fin du XIXe siècle, s'étendent autour du château. Le chemin principal traverse le parc devant le château et le bassin. De nombreux pins d'origine sont toujours vivants. Un bassin rocaille est situé dans l'angle nord-est du parc, devant un ancien château d'eau.

## Galerie

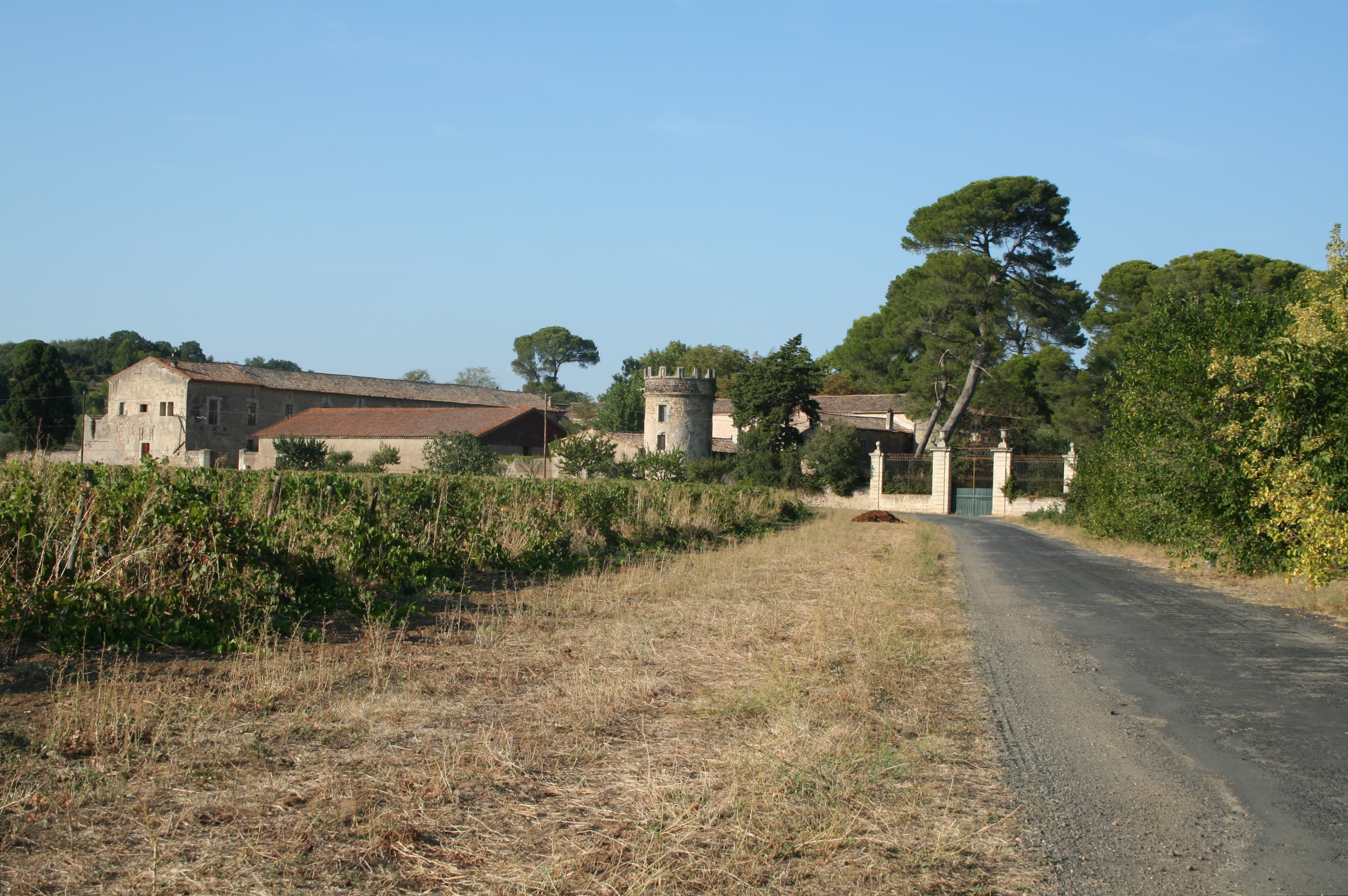
En arrivant depuis le centre de Pézenas
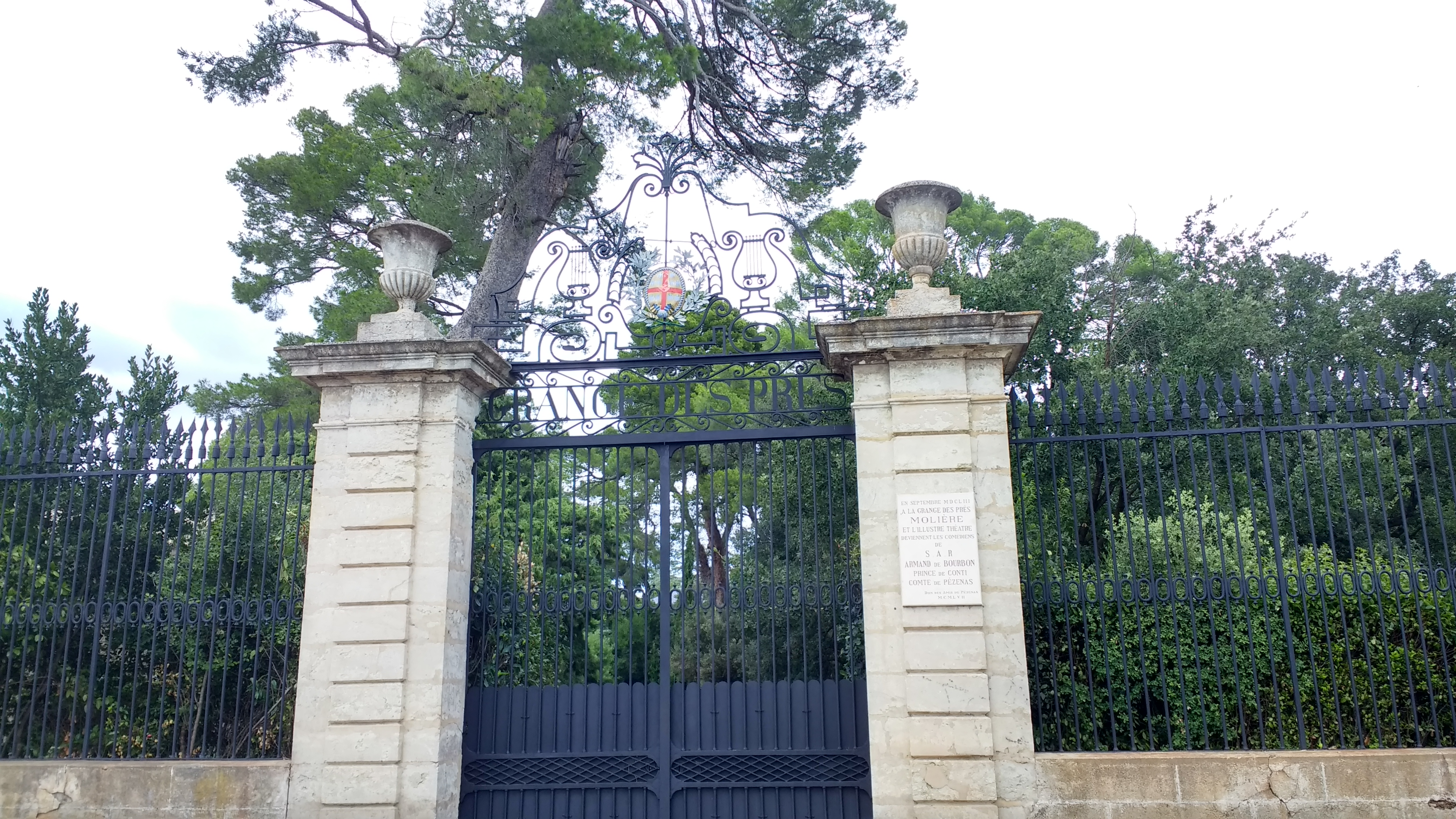
Portail donnant accès au jardin et château
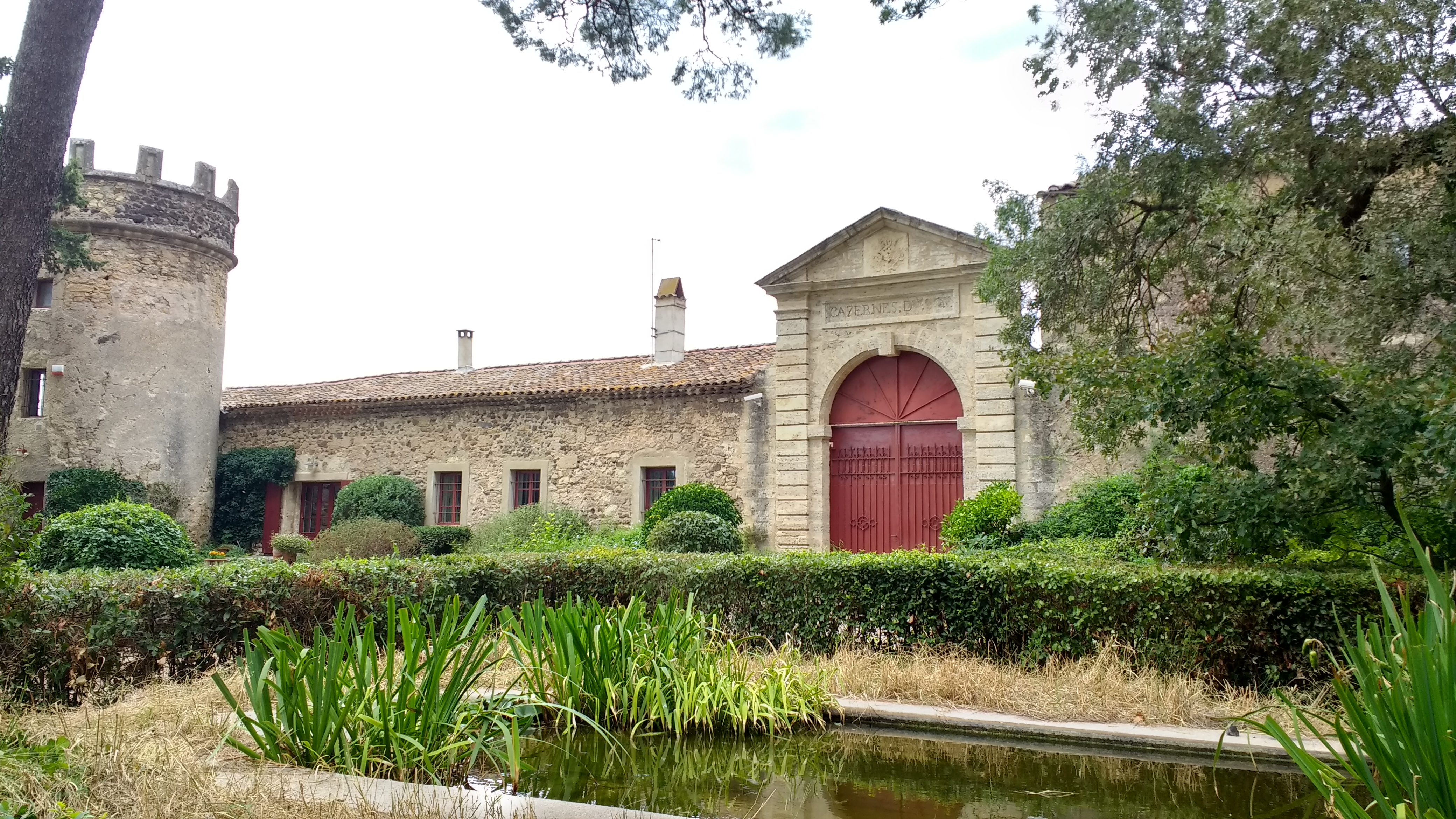
Ancienne porte d'accès à la caserne et tour avec merlons
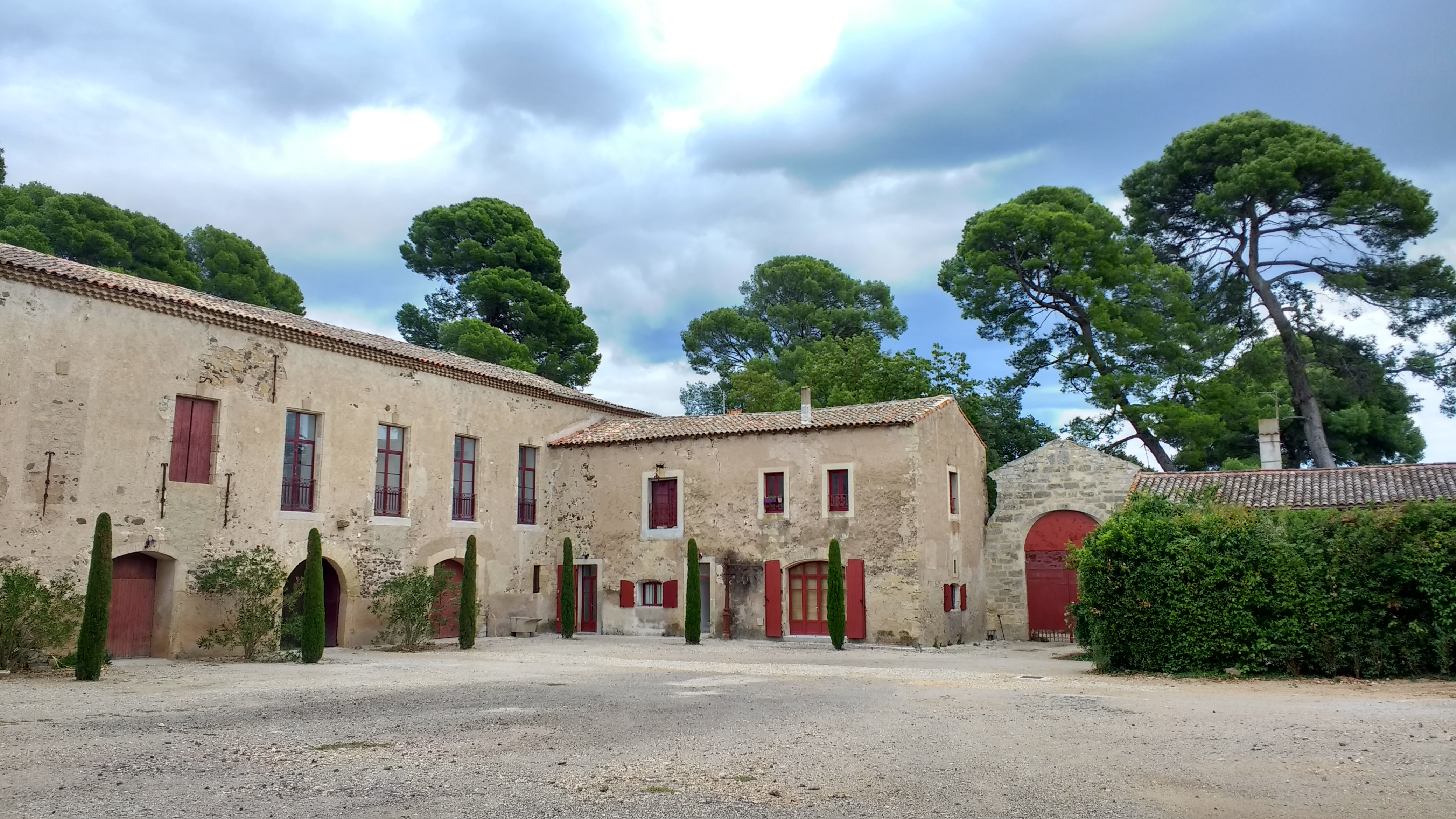
La cour des communs
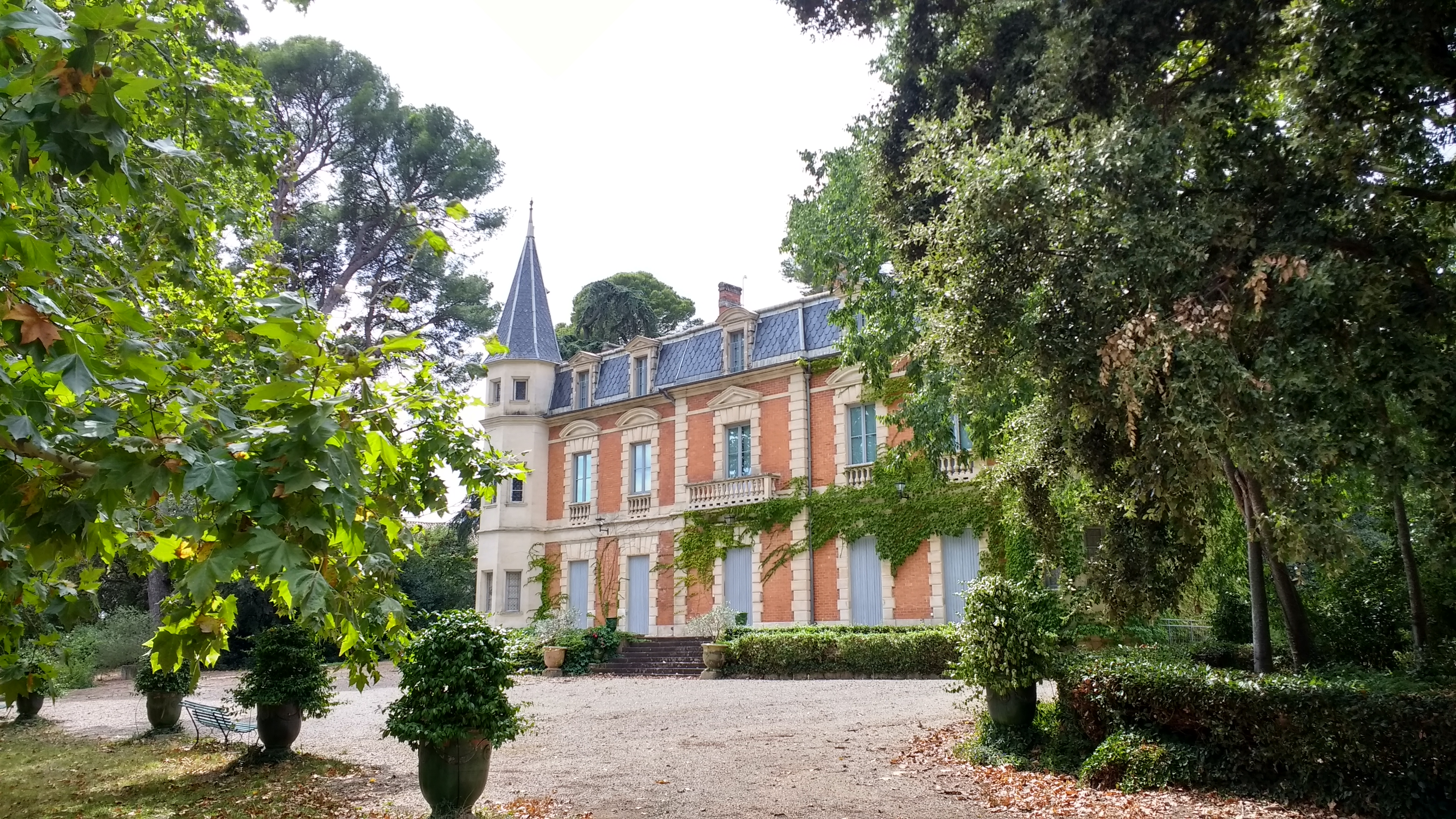
Façade du château
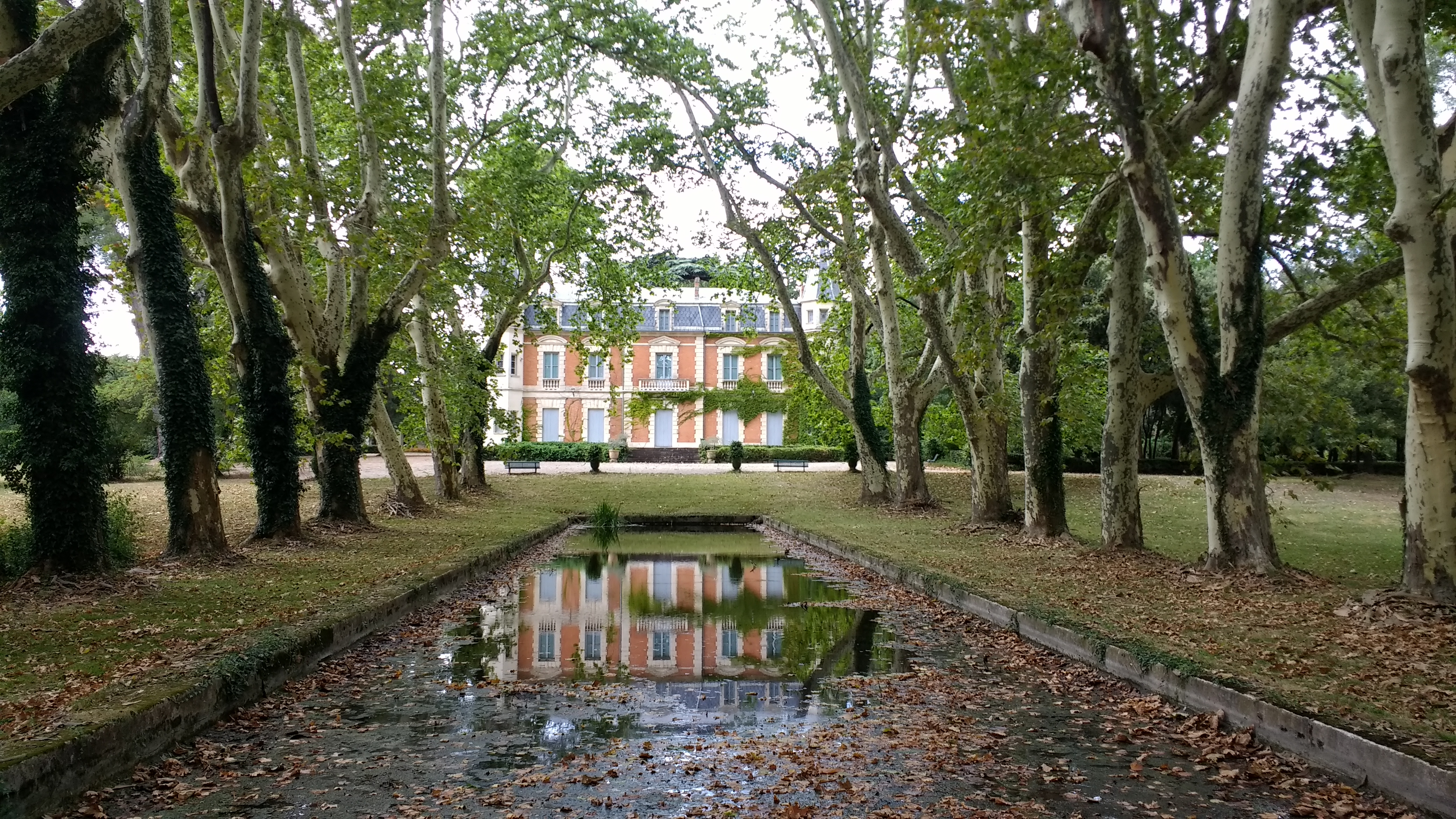
Château derrière le bassin
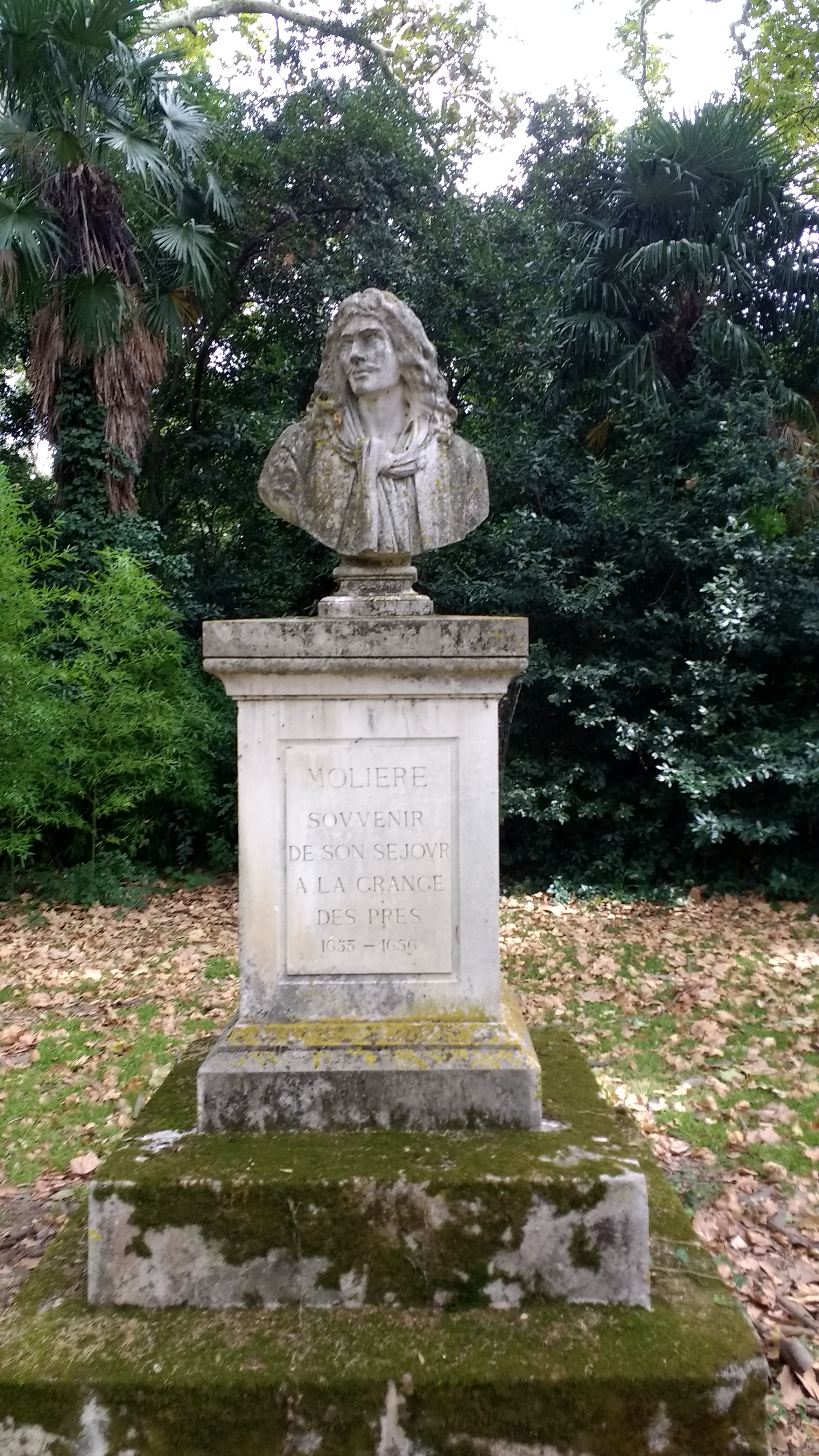
Buste de Molière devant le bassin
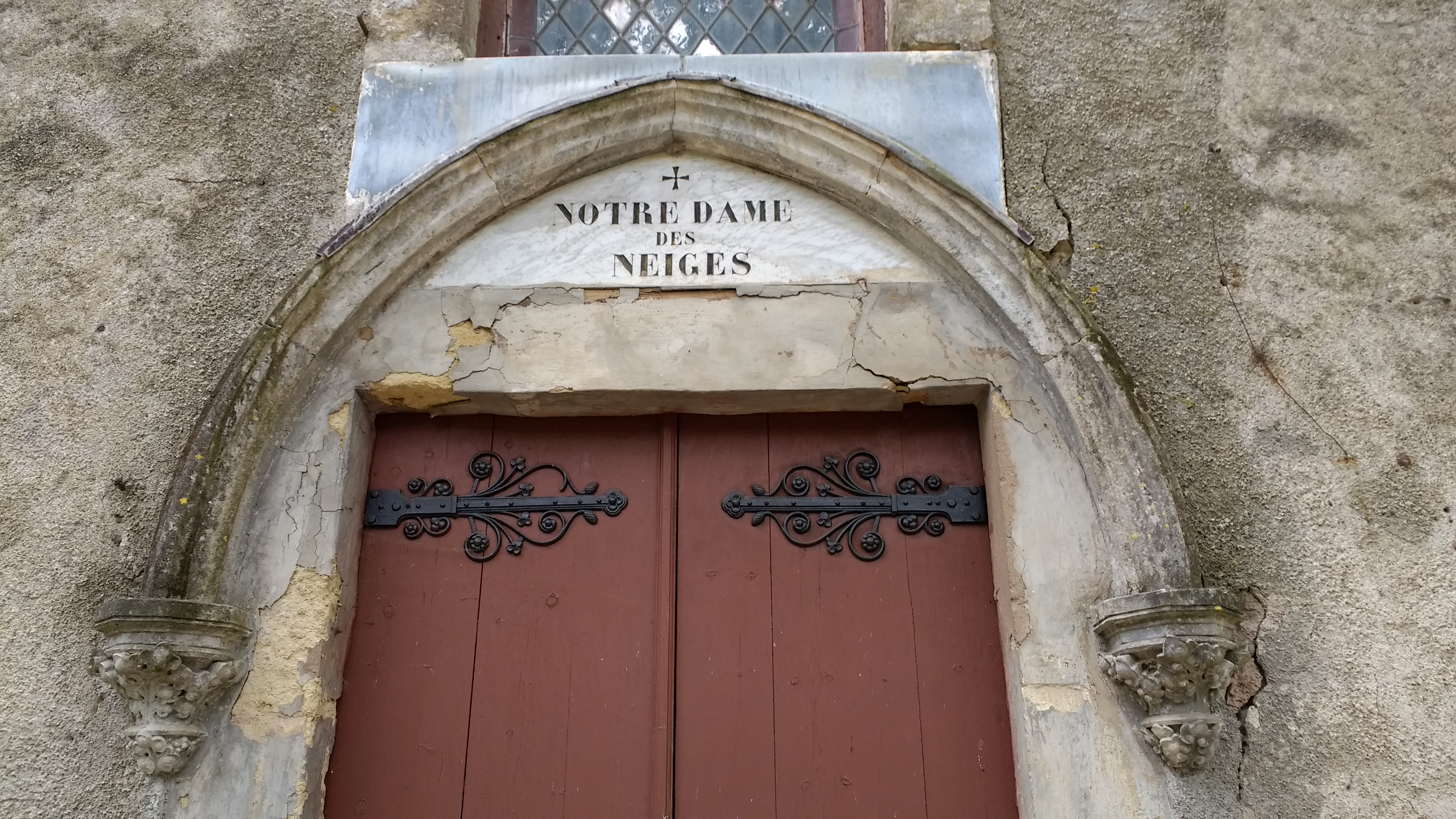
La porte d'accès à la chapelle Notre-Dame-des-Neiges